# Cochranella duidaeana
Cochranella duidaeana är en groddjursart som först beskrevs av Jose Ayarzagüena 1992.  Cochranella duidaeana ingår i släktet Cochranella och familjen glasgrodor. IUCN kategoriserar arten globalt som otillräckligt studerad. Inga underarter finns listade i Catalogue of Life.